# Лексика русского языка
Лексика русского языка — лексические единицы (лексика) в современном русском языке, являются предметом изучения многих поколений русистов.
Словарь Даля раскрывает значения около 200 000 лексических единиц. Их количество имеет тенденцию к постоянному росту. Лексический состав русского языка тесно связан как с его этимологией, так и историей русского народа и позднее России. Лексика русского языка отличается наличием как ряда общих, так и целой группы своеобразных черт по сравнению с другими славянскими и прочими индоевропейскими языками. В целом лексический состав русского языка характеризуется заметным преобладанием славянских по происхождению элементов. В письменной и научной речи важную роль играют хорошо адаптированные интернационализмы греческого и латинского происхождения. Помимо этого выделяются лексические пласты разноязычного происхождения, хотя удельный вес каждого из них в целом незначителен.

## Происхождение
По своему происхождению лексика современного русского языка разделяется на две большие неравные группы:
- исконную;
- заимствованную.

### Исконная лексика
Исконная лексика подразделяется на следующие подгруппы:
- общеиндоевропейскую (названия животных, термины родства и простые числительные: овца, бык, волк, мясо; брат, дочь, мать; один, два, три, четыре, пять и так далее.)
- общеславянскую, которая восходит к языковой общности всех славян в VI—VII веках. В указанный период появилось большинство слов современного русского и других славянских языков, обозначающих названия деревьев, растений, птиц, основных предметов домашнего обихода: бор, ветвь, кора, лес, лист, сук; дуб, ель, клён, липа, сосна, черёмуха, ясень; горох, мак; овёс, просо, пшеница, ячмень; ковать, сечь; мотыга, ткань, челнок; дом, кров, пол, сени; гусь, курица, скворец, соловей; квас, кисель, сало, сыр, меч, книга и так далее.
- восточнославянский пласт представлен древнерусскими словами, появившимися и распространившимися в пределах славянского населения Киевской Руси, достигшей расцвета в XI—XII веках. Сюда относят такие слова как рокотать, сизый, хороший; дядя, падчерица; кружево, погост; белка, зяблик; сорок, девяносто; внезапно, сегодня и др.
- собственно русские лексические единицы начали появляться с конца XV века. К ним относятся, к примеру, слова брюзжать, ворковать, размозжить, разредить, распекать; обложка, облучок, обои; голубцы, кулебяка; итог, обиняк, обман, опыт и многими другими.

### Заимствованная лексика
По количеству иностранных заимствований современный русский язык в целом занимает сбалансированную позицию в кругу славянских языков. Их количество не так велико, как в польском, но и не так незначительно, как в хорватском, где отмечаются языковой пуризм. В этом плане ему близок современный сербский язык. Несмотря на приток слов неславянского происхождения в русский язык на протяжении последних 400 лет, большую часть заимствований в русском составляют заимствования из других славянских языков, в первую очередь, это церковнославянизмы, составляющие до 10 % лексики русского языка. Другую значительную группу ранних заимствований составляют группы слов тюркского происхождения — тюркизмы. Более поздние заимствования представляют полонизмы, богемизмы, галлицизмы, грецизмы, латинизмы, итальянизмы, испанизмы, германизмы, англицизмы и прочие.
В современном русском языке существует множество лексических заимствований из церковнославянского (к ним относятся, например, такие привычные слова, как вещь, время, воздух, восторг, глагол, единый, изъять, награда, облако, общий, ответ, победа, работа, совет, сочинить, тщетный, чрезмерный и мн. др.), часть из которых сосуществует с собственно русскими дублетами, отличающимися от церковнославянских по значению или стилистически, ср. (церковнославянское слово приводится первым): власть / волость, влачить / волочить, глава / голова, гражданин / горожанин, млечный / молочный, мрак / морок, одежда / одёжа, равный / ровный, разврат / розворот, рождать / рожать, собор / сбор, страж / сторож и др. Из церковнославянского в литературный язык заимствованы и отдельные морфемы (например, глагольные приставки из-, низ-, пред- и со-) и даже отдельные грамматические формы — например, отглагольные причастия (ср. церковнославянские по происхождению причастия текущий или горящий с соответствующими им исконно русскими формами текучий и горячий, сохранившимися в современном языке в качестве прилагательных со значением постоянного свойства) или формы глаголов типа трепещет (с несвойственным собственно русским формам чередованием т/щ, ср. исконно русские хохочет или лепечет с чередованием т/ч).
На лексику современного русского языка немалое влияние оказали те языки, с которыми русский (а ранее древнерусские и праславянские диалекты) длительное время контактировал. Древнейший слой заимствований — восточногерманского («готского») происхождения (это такие слова, как блюдо, буква, верблюд, гораздо, изба, князь, котёл, крест, купить, осёл, плуг, стекло, хлеб, хлев, холм, худож[ник], церковь, шлем и др.), а также немногочисленные, но важные слова, заимствованные из древних иранских языков («скифская лексика») — например, бог, рай, собака, топор (правда, следует иметь в виду, что не все эти германские и иранские этимологии считаются абсолютно бесспорными). Германского (в основном, скандинавского) происхождения и некоторые русские личные имена, например, Глеб, Игорь, Олег, Ольга.
Следующий по времени слой составляют слова греческого (ад, грамота, дьяк, игумен, икона, катавасия, каторга, кровать, крокодил, кукла, магнит, огурец, палата, парус, саван, свёкла, скамья, тетрадь, уксус, фонарь и др.) и тюркского происхождения (алмаз, аркан, башка, башмак, бирюк, деньга, изюм, кабан, казна, кайма, кандалы, капкан, караул, кафтан, ковёр, колбаса, колчан, лошадь, очаг, сарай, сундук, товар, туман, тюрьма, шалаш, шатёр, штаны, ямщик, ярлык и др.; часть этих слов, в свою очередь, восходит к арабским или персидским источникам). Следует иметь в виду, что подавляющее большинство русских личных крестильных имён также заимствованы из греческого (такие, как Александр, Алексей, Анатолий, Андрей, Аркадий, Василий, Влас, Геннадий, Георгий, Денис, Дмитрий, Евгений, Кирилл, Кузьма, Леонид, Лука, Макар, Никита, Николай, Пётр, Степан, Тимофей, Фёдор, Филипп; Анастасия, Варвара, Галина, Екатерина, Елена, Зоя, Ирина, Ксения, Пелагея, Прасковья, Софья, Татьяна и др.; через греческий в русский вошли и такие распространенные христианские имена древнееврейского происхождения, как Вениамин, Даниил, Иван, Илья, Матвей, Михаил, Наум, Осип, Семён, Яков; Анна, Елизавета, Мария, Марфа и др.).
В XVI—XVII в. основной источник заимствований — польский, через который в русский проникает как большое число латинских, романских и германских слов (например, алгебра, автор, аптека, Африка, винт, гвалт, гонор, казарма, клавиши, кофта, кухня, малевать, маляр, музыка, муштровать, панцирь, Париж, потрафить, почта, приватный, пудра, пунцовый, рейтузы, рота, рынок, рыцарь, сталь, танец, тарелка, фабрика, фальшивый, фортель, цель, цех, цифра, школа, шлифовать, шпага, штука, штык, шулер, юбка, ярмарка и мн. др.), так и некоторое количество собственно польских (банка, бутылка, быдло, вензель, дозволить, доконать, доскональный, забияка, завзятый, запальчивый, заядлый, клянчить, кролик, куртка, легавый, мещанин, отвага, отчизна, палка, паршивый, повидло, подначить, поединок, поручик, предместье, столица, сума, фигляр, хлопец, шарить, шкодливый, шпаргалка и др.).
Влияние украинского языка имело место в XVII — начале XVIII века. В русском языке того времени: гирло, смак, смачный, шинок, шинкарь, злочинец, шукать, повинности, универсал, комиссия и другие (многие из них польского происхождения). В современном русском языке сохранились слова в основном бытово-этнографического и исторического характера, связанные с Украиной: хата, шлях, галушки, горшок, свитка, шинок, шинкарь, бандура, гопак, булава, гайдамак, батька (атаман), хлопец и другие; небольшое количество общих слов: местечко, детвора, девчата, косовица, хлебороб, землероб (по этому образцу было создано слово хлопкороб), доярка; в 1920—1930-е годы: хата-читальня, хата-лаборатория. Стилистически окрашенные слова и выражения, используемые для подчёркивания «простоты» речи: аж, с гаком: сто километров с гаком, жинка, батька, не лезь поперед батьки в пекло; с ироническим оттенком: торба, раззява, не рыпайся, куркуль, школяр, вирши, малевать, делать абы как, моя хата с краю, в огороде бузина, а в Киеве дядька, в частности те, которые употребляются по отношению к украинцам и Украине: самостийный, щирый украинец, мова; некоторые собственные имена: Оксана вместо Ксения или Аксинья, ласкательные формы Маруся, Наталочка. В русском языке на территории современной Украины встречаются многочисленные случаи ненормативного словоупотребления.
В новый период (с XVIII в.) заимствования поступают в основном из голландского (абрикос, адмирал, апельсин, боцман, брюки, дрейф, зонтик, зюйд, кабель, каюта, койка, кофе, матрос, парик, рейс, руль, рупор, трюм, фарватер, флейта, шлюз, яхта), немецкого (абзац, бинт, биржа, бухгалтер, галстук, генерал, граф, егерь, зал, квартира, кино, клякса, курорт, кучер, лейтенант, мастер, мундир, мундштук, офицер, плац, рубанок, слесарь, траур, фейерверк, фельдшер, цейтнот, цемент, шахта, шина, ширма, шлагбаум, шлейф, штаб, штат, эрзац и мн. др.) и французского (абажур, авангард, аванс, альбом, актёр, барьер, бульвар, буржуазия, бюро, вуаль, гараж, дебют, дирижёр, досье, душ, жалюзи, журнал, канва, каприз, киоск, кошмар, кураж, магазин, макияж, машина, меню, негр, павильон, парашют, парк, пароль, партер, перрон, платформа, пляж, район, резина, рельеф, ремонт, ресторан, риск, роль, рояль, сезон, суп, тираж, тротуар, трюк, фасон, фея, фойе, шанс, шарм, шинель, шоссе, шофёр и мн. др.).
В настоящее время самым мощным источником заимствований является английский, некоторые заимствования из которого восходят уже к XIX — первой половине XX в. (ранние заимствования — аврал, айсберг, бар, бойкот, бокс, вокзал, клоун, клуб, ковбой, коктейль, лифт, митинг, рельсы, ром, сквер, спорт, старт, танк, теннис, трусы, фешенебельный, финиш, фольклор, футбол, хулиган, шорты, более новые — бизнес, бизнесмен, брифинг, гаджет, демпинг, дефолт, джинсы, диспетчер, клиринг, комбайн, контейнер, компьютер, контент, лизинг, маркетинг, менеджер, рейтинг, тренд, уик-энд, файл, холдинг и мн. др.). Некоторые английские слова были заимствованы в русский язык дважды — например, старое ленч и современное ланч; новейшие английские заимствования нередко вытесняют более ранние заимствования из других европейских языков — например, новое англ. франчайзинг и старое франц. франшиза, новое англ. боулинг и старое нем. кегельбан в том же значении, новое англ. брокер и старое нем. маклер, новое англ. офис и старое нем. контора, новое англ. слоган и старое нем. лозунг, новое англ. лобстер и старое франц. омар, новое англ. хит и старое нем. шлягер, новое англ. прайс-лист и старое нем. прейскурант и др.
Из других европейских языков заимствований было существенно меньше, но в отдельных областях лексики их роль также достаточно важна. Например, ряд военных терминов заимствован из венгерского (гайдук, гусар, сабля), большое количество музыкальных, а также ряд финансовых, кулинарных и др. терминов — из итальянского (иногда через французское или немецкое посредство): авизо, ария, баста, браво, виолончель, либретто, макароны, малярия, опера, паста, паяц, пианино, сальдо, сальто, скерцо, сольфеджио, соната, сопрано и др.
В свою очередь, древних заимствований из русского немало в финно-угорских языках (например, в финском и карельском, мордовских, марийских и др.). Ряд русских слов (в том числе по происхождению заимствованных) стал интернационализмами, заимствованными уже из русского во многие языки мира (водка, дача, мамонт, матрёшка, перестройка, погром, самовар, спутник, степь, тайга, тундра, царь).